# María Teresa Vieco
María Teresa Vieco (Bogotá, Colombia, 1953) es una artista y arquitecta colombiana reconocida por su lenguaje expresionista en la pintura.

## Biografía
Estudió Arquitectura en la Universidad Nacional de Colombia en Bogotá y Pintura en la Escuela de Bellas Artes de París, ciudad donde reside actualmente. Desde temprana edad ha expuesto su obra pictórica en países como Colombia, Cuba, Francia, Alemania y Estados Unidos.
Pertenece a la familia Vieco, distinguida en la cultura colombiana por su tradición de artistas, músicos, arquitectos y escritores.

## Premios y reconocimientos
En 1985 fue invitada a exponer su obra en la XIII Bienal de París junto a las artistas colombianas María de la Paz Jaramillo y María Osaba. Según Pierre Courcelle, director de la Bienal para América Latina, estas tres artistas colombianas representaban la actualidad de la pintura en el país.

## Obras
Dentro de la producción pictórica de María Teresa Vieco se destaca su exploración expresionista sobre la memoria, el tiempo y el espacio. Además del manejo del contraste de colores pasteles como el lila y el rosa, con colores vivos como el amarillo o el rojo.Su obra hace parte de la Colección de Arte del Banco de la República de Colombia y del Centro Nacional de Artes Plásticas de París.

## Exposiciones individuales
- 1968 –  Galería Marta Traba, Bogotá.
- 1969 –  Museo de Arte Moderno La Tertulia, Cali.
- 1978 –  Sociedad Colombiana de Arquitectos, Bogotá.
- 1984 – Galería San Diego, Bogotá.
- 1985 – Iberoctub, Bonn, Alemania.
- 1986 – Museo de Arte Moderno, Bogotá.
- 1986 – Galerie Antoine Candau, París.
- 1988 – Tierras, Galería Garcés Velázquez, Bogotá.
- 1989 – Ficciones, Centro de Arte Actual, Pereira.
- 1989– Ficciones Museo de Arte Moderno La Tertulia, Cali.
- 1990 – Galería Jenny Vílá, Cali, Colombia.
- 1991 – Murs, Théátre Gerard Philipe, St Denis Francia.
- 1992 – Lugares y Cuerpos Galería Diners, Bogotá.
- 1994 – El Viaje, Galería Jenny Vilá, Cali, Colombia.
- 1995 – Le meme esprit, Fundación s.S.l.Patiño, Ginebra, Suiza.
- 1996 – Galería Diners, Bogotá.
- 1998 – Galeria Diners, Bogota.
- 2000 – Exordio2000, Galería Diners, Bogota.[1]

## Exposiciones Colectivas
- 1982 – Salón de Vitry, Vitry, Francia
- 1983 – Art de la Rue, Art de latelier, E.N.S.B.A.
- 1983– Salón de Montrouge, Montrouge, Francia.
- 1985 –  XIII Bienal de París, París.
- 1985 – Nuevas figuras, Museo de Arte Moderno, Bogotá.
- 1985 –Festival Internacional de Cagnes-sur-mer-,Cagnes-sur-mer, Francia.
- 1985 –Un regard sur la Colombie, Mairie du óeme arrondissement, París.
- 1986 –Droits de lhomme et libertés, Bibliothéque centrale de la justice, París.
- 1986 – 12 Pintores, Salón Skandia, Bogotá.
- 1986 – Diez Años de Arte Colombiano, Museo de Arte Moderno de Bogotá,
- 1986 – Banco Imperial, Río de Janeiro, Centro Cultural de Sao Paulo Latinoamericano Roma.
- 1986 – Bienal de La Habana, La Habana, Cuba.
- 1987  – Carpeta Cartón de Colombia, edición de 150 litografías.
- 1987 – Salón Nacional de Artistas, Bogotá.
- 1988 –  1era. Bienal de Bogotá.
- 1989 – 15 Artistas, Galería Diners, Bogotá.
- 1989 – Jóvenes Artistas, Galería El Museo, Bogotá.
- 1990 – Salón Nacional de Artistas Colombianos, Bogotá.
- 1990  –  Imágenes y Signos, Galería el Museo, Bogotá.
- 1991 – Salón Nacional de Artistas Colombianos, Bogotá.
- 1992 – Expressions Actuelles, 62 Artistas de América Latina, Nanterre, Francia.
- 1993 – Four Latín American Artists Living in París, Camporeale, Cuiat, Vejarano, Vieco,
- 1993 – Ergane Gallery, New York.
- 1993 – Latín American drawings prints and portfolios, Develin Gallery New York.
- 1993 – Salón Nacional de Artistas Colombianos.
- 1995 – De París a Barranquilla, Barranquilla, Colombia[1]